# Teatro El Nacional
El teatro El Nacional es un teatro de Buenos Aires construido en 1906 que se encuentra ubicado en la Avenida Corrientes, eje de la vida teatral de la ciudad. Fue construido e inaugurado por el célebre actor Jerónimo Podestá y a partir de la década de 1960 fue adquirido por el productor Alejandro Romay, quien lo administra desde entonces. En 1936, obligado por un decreto que prohibía el uso del vocablo "nacional" fuera del ámbito oficial, cambió su denominación por "National" y en 1940 tomó el nombre actual.

## Historia
En 1906, uno de los fundadores del teatro argentino, Jerónimo Podestá, inauguró en lo que hoy es Corrientes 960 un teatro al que llamó Nacional. En 1910 lo compró Pascual Carcavallo, quien lo transformó en lo denominó informalmente como la «catedral del género chico criollo». en referencia al sainete criollo, género dramático-musical que tuvo máxima popularidad en el primer tercio del siglo XX. Entre las obras célebres puestas en escena en El Nacional se encuentran El conventillo de la Paloma que se mantuvo más de cuarenta años en cartel,  Tu cuna fue un conventillo y Así es la vida. Fue el responsable del acceso a la ansiada calle Corrientes de muchos autores nacionales. 
En 1933, año en que Carlos Gardel cantó allí por última vez en Buenos Aires, quedó en manos de Enrique Muscio, quien unido en 1952 a Carlos Petit, transformó al Nacional en un templo de la revista porteña. Para los años 1950 el teatro comenzó a ser conocido como "la catedral de la revista porteña", por ser el principal escenario del género, sumamente popular en Buenos Aires desde entonces. Entre muchas célebres vedettes brilló en el Nélida Lobato.
Hasta 1973 los teatros Maipo y El Nacional prácticamente monopolizaban en Buenos Aires el género de las revistas, con quince funciones semanales –lunes, descanso y viernes, sábados y domingos tres funciones- en las que casi siempre ambos llenaban las salas. En ellos actuaban las figuras de primera línea -Nélida Roca, Mario Fortuna, Alberto Anchart padre, Marcos Caplán, Dringue Farías y Carlos Castro (Castrito), un sólido plantel femenino a todo lo cual se sumaba la presencia de figuras internacionales importantes. El Maipo acaparó el género  muchos años hasta que en la década de 1950 irrumpió como una tromba Carlos A- Petit haciendo de El Nacional, que fuera venerable reducto del sainete, un muy importante escenario revisteril. Esta innovación coincidió con el incremento del poder de consumo de los argentinos en esa época y, sin arruinar al Maipo, Petit se impuso en la competencia y llenaba la sala día tras día. Cambiando las reglas de juego: contrató a  Nélida Roca para formar rubro con Adolfo Stray y les concedió un porcentaje de la recaudación, una arriesgada novedad que el dueño del Maipo, Luis César Amadori, debió aceptar. Así, los dos teatros perdían y recuperaban figuras tan taquilleroa como las de Nélida Lobato, José Marrone, Alfredo Barbieri y Don Pelele, entre otros, y sin competencia a la vista se repartían un público que en ese momento sobraba para los dos.
En 1961 Alejandro Romay se convirtió en el nuevo dueño. Con Romay, El Nacional presentó también grandes musicales como Mi bella dama y Hair. En 1973 le construyó cinco escenarios suntuosos, hasta que, el 22 de julio de 1982, la sala fue consumida por el fuego mientras se representaba una revista con la popular «diva» Susana Giménez, que parodiaba a la dictadura militar en uno de sus números. Solo se salvaron el frente y la marquesina que ocupaba los 25 metros del edificio. Nunca se determinó si el incendio había sido intencional. 
El teatro permaneció 18 años cerrado hasta que fue reabierto el 1 de marzo de 2000, instalando desde entonces la tradición de poner en escena al menos una gran comedia musical por año. La obra elegida para la reapertura fue Mi bella dama, asociada emblemáticamente con la gestión de Alejandro Romay. En el 2006 se lo alfombró a nuevo y se le dio a la sala un aspecto de cabaré de los años 1920.

## Fuente
- Sitio oficial Archivado el 2 de febrero de 2016 en Wayback Machine.

- Datos: Q20022038
- Multimedia: Teatro El Nacional / Q20022038